# Teruaki Kurobe
Teruaki Kurobe (黒部 光昭 Kurobe Teruaki?,  nacido el 6 de marzo de 1978 en Tokushima) es un exfutbolista japonés que se desempeñaba como delantero.
Kurobe jugó 4 veces para la selección de fútbol de Japón entre 2003 y 2004.

## Trayectoria

### Clubes
| Club               | País      | Año         |
| ------------------ | --------- | ----------- |
| Kyoto Purple Sanga | Japón     | 2000 - 2004 |
| Cerezo Osaka       | Japón     | 2005        |
| Urawa Red Diamonds | Japón     | 2006        |
| JEF United Chiba   | Japón     | 2007        |
| Avispa Fukuoka     | Japón     | 2008 - 2009 |
| Kataller Toyama    | Japón     | 2010 - 2013 |
| TTM FC             | Tailandia | 2014        |

### Selección nacional
| Selección | País  | Año         |
| --------- | ----- | ----------- |
| Absoluta  | Japón | 2003 - 2004 |

## Estadística de equipo nacional
| Selección de Japón | Selección de Japón | Selección de Japón |
| Año                | Part.              | Goles              |
| ------------------ | ------------------ | ------------------ |
| 2003               | 3                  | 0                  |
| 2004               | 1                  | 0                  |
| Total              | 4                  | 0                  |

## Palmarés

### Títulos nacionales
| Título             | Club               | País  | Año  |
| ------------------ | ------------------ | ----- | ---- |
| Copa del Emperador | Kyoto Purple Sanga | Japón | 2002 |
| J1 League          | Urawa Red Diamonds | Japón | 2006 |
| Copa del Emperador | Urawa Red Diamonds | Japón | 2006 |